# 吴达才
吴达才（1934年—），男，江苏沙洲人，中华人民共和国政治人物。

## 生平
早年毕业于国立中央大学附中。后进入太原化工厂、化工部太原化工设计研究院工作。1978年，任山西省化工厅副处长、处长。1983年，任中共山西省委常委兼省科委主任。1988年，升任山西省人民政府副省长。后改任山西省人大常委会副主任。